# Distretto di Pak Tha
Il distretto di Pak Tha è uno dei cinque distretti (mueang) della provincia di Bokeo, nel Laos.  Ha come capoluogo la città di Ban Houayxay.